# Cryptops striatus
Cryptops striatus är en mångfotingart som beskrevs av Masatoshi Takakuwa 1936. Cryptops striatus ingår i släktet Cryptops och familjen Cryptopidae. Inga underarter finns listade i Catalogue of Life.